# Serica adversa
Serica adversa är en skalbaggsart som beskrevs av Dawson 1967. Serica adversa ingår i släktet Serica och familjen Melolonthidae. Inga underarter finns listade i Catalogue of Life.